# 차카
차카(불가리아어: Чака)는 1298년에서 1299년까지 불가리아의 차르였다.

## 생애
차카는 킵차크 칸국의 노가이 칸의 아들이었다. 1285년 차카는 불가리아의 게오르기 테르테르 1세의 딸 엘레나와 결혼하였다. 1290년대 후반 킵차크 칸국에서 정변이 발생하여 토흐타와 노가이가 싸웠고, 1299년 토흐타는 노가이를 격파하고 죽였다.
차카는 그의 처남 토도르 스베토슬라프와 함께 불가리아로 도망쳤고, 수도 터르노보를 공격하여 황제 이반 2세와 그의 섭정을 쫓아냈고, 불가리아의 황제가 되었다. 하지만 차카는 그의 자리를 오래 유지하지 못하였다. 토흐타는 불가리아로 쳐들어와 터르노보를 포위하였고, 토도르 스베토슬라프는 음모를 꾸며 차카를 폐위시킨 뒤 감옥에서 목졸라 죽였다. 그의 머리는 토흐타에게 보내졌고, 이를 통해 토도르 스베토슬라프는 불가리아의 새 황제가 되었다. 스베토슬라프의 협력은 몽골의 불가리아에 대한 간섭의 철회에 기여한 것으로 보인다.

## 참고 문헌
- John V.A. Fine, Jr., The Late Medieval Balkans, Ann Arbor, 1987.

| 전임 이반 2세 | 제2차 불가리아 제국의 차르 1299년 ~ 1300년 | 후임 토도르 스베토슬라프 |